# Stadio olimpico Félix Sánchez
Lo stadio olimpico Félix Sánchez (in spagnolo Estadio Olímpico Félix Sánchez) è un impianto sportivo situato a Santo Domingo, costruito nel 1974. Il complesso sportivo viene utilizzato per il gioco del calcio, gare di atletica ed eventi musicali.
Lo stadio ha una capacità per eventi sportivi di 27000 persone, per concerti 60000 persone.

## Concerti
In questo stadio hanno effettuato concerti numerosi artisti, tra i quali: Shakira, Britney Spears, Maroon 5, Justin Bieber, Ricky Martin e Romeo Santos.